# David Wingeate Pike
David Wingeate Pike (2 de octubre de 1930-20 de junio de 2020) fue un historiador británico, especializado en historia contemporánea.

## Biografía
Nacido el 2 de octubre de 1930 en la localidad inglesa de Torquay, residió en España durante los años 1950. Pike, profesor de la Universidad Americana de París, fue autor de diversos trabajos sobre guerra civil española, la Segunda Guerra Mundial y el exilio español del franquismo. Falleció el 20 de junio de 2020.

## Obra
- Conjecture, Propaganda, and Deceit and the Spanish Civil War: The International Crisis Over Spain, 1936–1939, as Seen in the French Press (California Institute of International Studies, 1968).[7]
- Vae Victis! Los republicanos españoles refugiados en Francia 1939-1944 (Ruedo Ibérico, 1969).[8]
- Les français et la guerre d'Espagne (Presses universitaires de France, 1975).[3]
- Jours de gloire, jours de honte. Le Parti communiste d'Espagne en France depuis son arrivée en 1939 jusqu'à son départ en 1950 (CDU-SEDES, 1984).[6]
- In the Service of Stalin: The Spanish Communists in Exile, 1939-1945 (Oxford University Press, 1993).[9]
- (ed.) The Closing of the Second World War: Twilight of a Totalitarianism (Peter Lang, 2001).[4]
- Spaniards in the Holocaust: Mauthausen, the Horror on the Danube (Routledge, 2000).[nota 1]
- Franco and the Axis Stigma (Palgrave Macmillan, 2008).[12][nota 2]
- France Divided: The French and the Civil War in Spain (Sussex Academic Press, 2011).[15][16][17]